# Big Big World
Big Big World (englisch für „Große Große Welt“) ist ein One-Hit-Wonder der schwedischen Sängerin Emilia aus dem Jahr 1998. Es war zugleich die Leadsingle ihres gleichnamigen Debütalbums. Für Musik, Text und Produktion des Liedes war neben Emilia selbst Günter Lauke verantwortlich.

## Entstehung und Inhalt
Geschrieben wurde das Lied von der Interpretin selbst, unter ihrem bürgerlichen Namen Emilia Rydberg, mit dem Koautoren Günter Lauke. Zusammen mit Hurb und TNT war Lauke auch an der Produktion beteiligt. Die Erstveröffentlichung von Big Big World erfolgte als Single am 17. November 1998. Am 15. Dezember 1998 erschien es als Teil ihres gleichnamigen Debütalbums.
Big Big World handelt von einem Mädchen, das nach einer Trennung davon spricht, dass es für sie, die in einer großen, großen Welt lebe, es keine große Sache sein solle, wenn er sie verlasse, sie ihn aber trotzdem vermissen werde:

„I’m a big big girl, in a big big world

It’s not a big big thing, if you leave me
But I do do feel, that I do do will

Miss you much, miss you much“

## Kommerzieller Erfolg

### Chartplatzierungen
| ChartsChartplatzierungen       | Höchstplatzierung | Wochen |
| ------------------------------ | ----------------- | ------ |
| Deutschland (GfK)              | 1 (22 Wo.)        | 22     |
| Österreich (Ö3)                | 1 (20 Wo.)        | 20     |
| Schweden (GLF)                 | 1 (15 Wo.)        | 15     |
| Schweiz (IFPI)                 | 1 (23 Wo.)        | 23     |
| Vereinigte Staaten (Billboard) | 92 (2 Wo.)        | 2      |
| Vereinigtes Königreich (OCC)   | 5 (14 Wo.)        | 14     |

| ChartsJahrescharts (1998) | Platzierung |
| ------------------------- | ----------- |
| Österreich (Ö3)           | 31          |
| Schweden (GLF)            | 2           |

| ChartsJahrescharts (1999) | Platzierung |
| ------------------------- | ----------- |
| Deutschland (GfK)         | 4           |
| Österreich (Ö3)           | 7           |
| Schweiz (IFPI)            | 4           |

### Auszeichnungen für Musikverkäufe
| Land/Region                  | Auszeichnungen für Musikverkäufe (Land/Region, Auszeichnung, Verkäufe) | Verkäufe  |
| ---------------------------- | ---------------------------------------------------------------------- | --------- |
| Belgien (BRMA)               | 2× Platin                                                              | 100.000   |
| Deutschland (BVMI)           | Platin                                                                 | 500.000   |
| Frankreich (SNEP)            | Gold                                                                   | 250.000   |
| Neuseeland (RMNZ)            | Gold                                                                   | 5.000     |
| Niederlande (NVPI)           | Platin                                                                 | 75.000    |
| Norwegen (IFPI)              | 2× Platin                                                              | 40.000    |
| Österreich (IFPI)            | Platin                                                                 | 50.000    |
| Schweden (IFPI)              | 3× Platin                                                              | 90.000    |
| Schweiz (IFPI)               | Gold                                                                   | 25.000    |
| Vereinigtes Königreich (BPI) | Silber                                                                 | 200.000   |
| Insgesamt                    | 1× Silber · 3× Gold · 10× Platin ·                                     | 1.335.000 |